# 義朝 (小惑星)
義朝（よしとも、3733 Yoshitomo）は、小惑星帯にある小惑星である。
1985年1月、鈴木憲蔵と浦田武が愛知県豊田市で発見した。

## 名称
平安時代末期の武将である源義朝（1123年 - 1160年）にちなむ。
浦田は、多くの小惑星に『平家物語』に登場する平安時代末期（保元・平治の乱から源平合戦にかけて）の人物の名を付けており、義朝の二人の子、(3902) 頼朝と (3178) 義経や、義経を生んだ愛妾 (4748) 常盤御前の名も小惑星になっている。保元・平治の乱の関係者ではほかに、
- (3585) 後白河
- (4767) Sutoku（崇徳）
- (4375) 清盛
- (5683) 美福門院
- (5744) Yorimasa（頼政）

が命名されている。

## 註
1. ↑  MPC 19693（1992年2月18日）